# Vitnossaki
Vitnossaki (Chiropotes albinasus) är en primat i släktet sakier som förekommer i Sydamerika.

## Utseende och anatomi
Arten är en medelstor primat med huvudsaklig mörkbrun till svart pälsfärg. Individerna når en genomsnittlig längd på 38 (honor) till 42 cm (hannar) och därtill kommer en ungefär lika lång yvig svans som används för att hålla balansen. Hannar är med cirka 3,1 kg något tyngre än honor som når 2,5 kg. Vuxna individer har en tofs på hjässan och ett skägg vid hakan. Påfallande är nosen och överläppen som är köttfärgade. Denna region av ansiktet är täckt av tunna vita hår som nästan är osynliga hos levande individer. Arten beskrevs däremot efter en päls från ett museum och så fick arten sitt svenska och vetenskapliga namn (albinasus).

## Utbredning och habitat
Vitnossakin är endemisk för Brasilien. Utbredningsområdet begränsas i norr av Amazonfloden, i väst av Rio Madeira och i öst av Rio Xingu. Arten vistas främst i den täta regnskogen men hittas ibland i regioner med glesare vegetation i övergångszonen till savannen.

## Levnadssätt
Denna primat är aktiv på dagen och vistas främst på träd. Vitnossakin håller ofta till i trädkronans övre del och går vanligen på fyra fötter över grenar. Den bildar flockar med vanligen 18 till 30 individer som bildas av flera hannar och honor. Vid sökandet efter föda delas flocken ofta i mindre grupper som förenas åter före vilopauser. För kommunikationen kan de resa sina hår, vifta med svansen och de har olika läten.
Födan utgörs främst av frukter och nötter med hårda skal som vitnossakin öppnar med sina väl utvecklade hörntänder. Dessutom ingår några blommor och insekter i födan.
Honor parar sig vanligen en gång per år och ungarna föds antingen under våren eller under hösten. Dräktigheten varar i ungefär fem månader och sedan föder honan vanligen ett enda ungdjur. Ungen är efter cirka tre månader självständig och når könsmognaden efter fyra år.

## Hot
Vitnossakin hotas främst av habitatförstörelse genom skogsavverkningar i områden som omvandlas till jordbruksmark. En mindre roll spelar jakt för köttets och pälsens skull. IUCN befarar att beståndet minskar med 50 procent under de följande 30 åren och listar arten därför som sårbar (vulnerable).